# Karmeliten-Brauerei Straubing
La Karmeliten-Brauerei Straubing est une brasserie à Straubing, dans le Land de Bavière.

## Histoire
La brasserie est fondée par les frères Lorenz en 1367 et vendue en 1374 au monastère de l'Ordre du Carmel, qui est basé à Straubing depuis 1368, en tant que brasserie monastique ; elle est aujourd'hui une des plus anciennes entreprises d'Allemagne. En 1769, les carmélites sont interdits de servir de la bière sous la pression des brasseries privées. En 1848, le monastère peut racheter la brasserie et le moulin à malt au Land. En 1879, le monastère vendit la brasserie à Karl Sturm pour 120 Reichsmarks. 
Depuis, la brasserie est une entreprise familiale. À partir de 2013, d'importants investissements dans les économies d'énergie sont entrepris. En 2017, elle reçoit le Handelsblatt Energie Award en tant que brasserie autosuffisante en énergie.

## Production
La gamme de produits comprend les types de bière Kloster Urtyp, Karmeliten Luggi, Kloster Gold, Pils, Festbier, Kloster Dunkel, Doppelbock, Wheat Light, Wheat Dark, Karmentinus Heller Weizen-Doppelbock, de la bière biologique et sans alcool. Les boissons mélangées sont les Radler et Natur-trüb Radler. Il est conditionné dans des bouteilles à capsule.
La bière spéciale Impendium Spezialbier Anno 2015 fut brassée une fois, conditionnée dans des bouteilles avec des bouchons en liège et du fil de fer.
Les recettes sont basées sur les anciennes recettes de brassage de la brasserie du monastère, mais sont désormais mises en œuvre à l'aide des dernières technologies. L'orge de brasserie provient de la ville de Straubing, l'eau pour la bière provient d'un puits de 100 m de profondeur dans les locaux de la brasserie. Les autres ingrédients viennent de Bavière.